# Vitanje
Vitanje este o localitate din comuna Vitanje, Slovenia, cu o populație de 863 de locuitori.